# Mas de Barberans (kommunhuvudort)
Mas de Barberans är en kommunhuvudort i Spanien.   Den ligger i provinsen Província de Tarragona och regionen Katalonien, i den östra delen av landet, 300 km öster om huvudstaden Madrid. Mas de Barberans ligger 340 meter över havet och antalet invånare är 678.
Terrängen runt Mas de Barberans är varierad. Runt Mas de Barberans är det ganska glesbefolkat, med 30 invånare per kvadratkilometer. Närmaste större samhälle är Tortosa, 15,7 km nordost om Mas de Barberans. Trakten runt Mas de Barberans består till största delen av jordbruksmark.